# Шумшоры
Шумшоры — деревня в Каракулинском районе Удмуртии. Входит в состав Арзамасцевского сельского поселения.

## География
Деревня расположена на юго-востоке республики на расстоянии примерно в 10 километрах по прямой к северо-западу от районного центра Каракулино.
Часовой пояс
Деревня Шумшоры как и вся Удмуртия, находится в часовой зоне МСК+1. Смещение применяемого времени относительно UTC составляет +4:00.

## Население
| 2010 | 2012 |
| ---- | ---- |
| 0    | ↗1   |

Национальный состав
Согласно результатам переписи 2002 года, русские составляли 100 % из 1 чел..